# Vall Cansada
La Vall Cansada és un corrent fluvial de les Garrigues, que neix al Serrall de les Cometes i desemboca a la Vall Major.

## Afluents
- Vall de Montvallet: 41° 24′ 51.50″ N, 0° 43′ 23.30″ E / 41.4143056°N,0.7231389°E